# David Howell, Baron Howell of Guildford

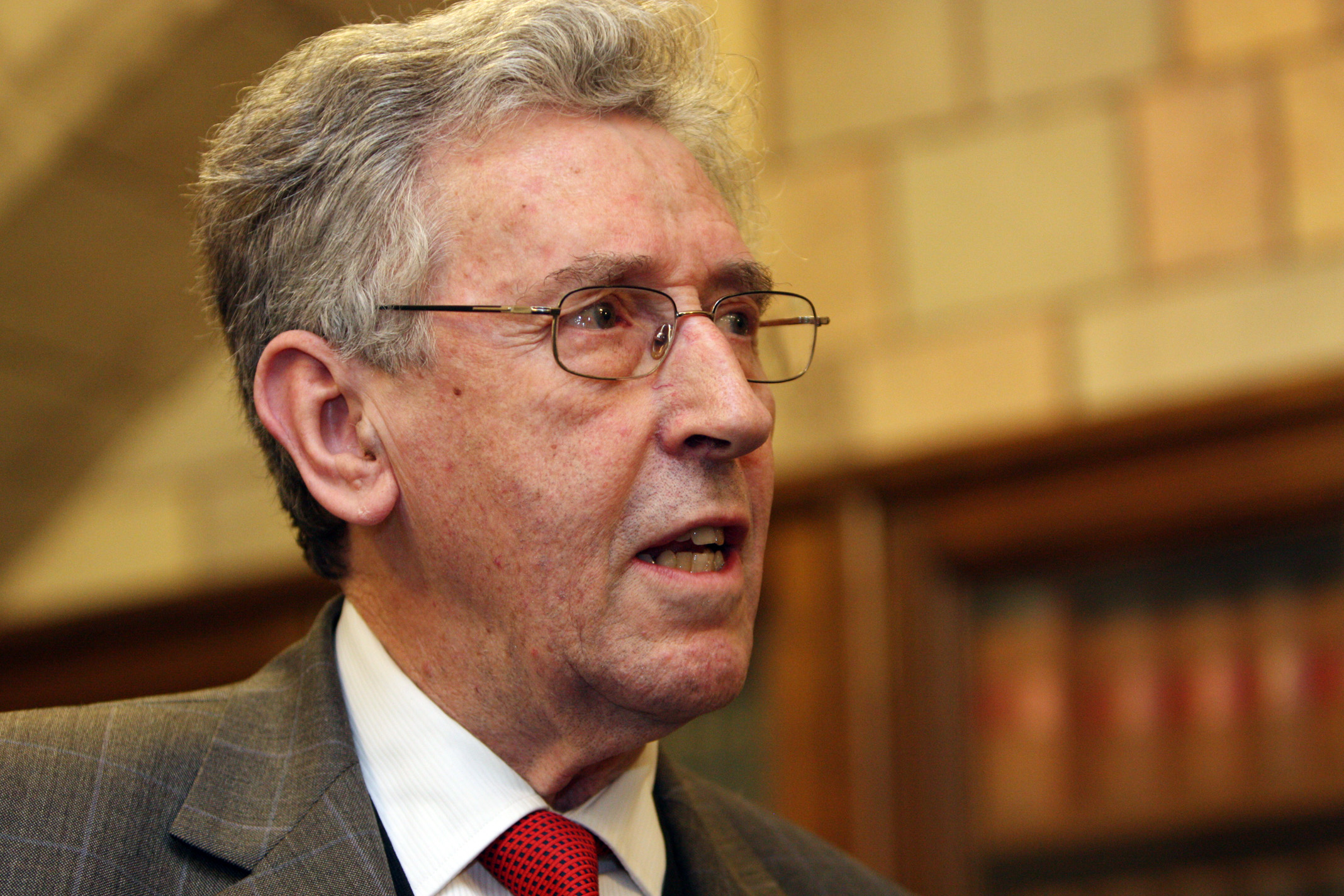
David Howell, Baron Howell of Guildford (2012)

David Arthur Russell Howell, Baron Howell of Guildford, PC (* 18. Januar 1936 in London), ist ein britischer Politiker der Conservative Party, Journalist und Berater.
Er war Energieminister und Transportminister unter Margaret Thatcher. Nach den Parlamentswahlen 2010 war er bis 2012 Staatsminister im Außenministerium. Zusammen mit William Hague, Sir George Young und Kenneth Clarke, ist er einer der wenigen Minister aus der Zeit der Regierungen von 1979 bis 1997, die immer noch höhere Positionen in der Partei haben.

## Familie
David Howell ist der Sohn von Colonel Arthur Howard Eckford Howell, der in der Royal Artillery diente, und Beryl Stuart Bowater.
David Howell heiratete 1967 Cary Davina Wallace; sie haben drei Kinder.

## Leben
Er ging auf das Eton College, studierte dann am King’s College (Cambridge), wo er 1959 mit einem Master of Arts (MA) graduierte. Er arbeitete von 1959 bis 1960 im Schatzamt, während dieser Zeit schrieb er das Buch Principles to Practice, und war dann 4 Jahre lang Journalist für den The Daily Telegraph. Er kandidierte erfolglos bei den Britischen Unterhauswahlen 1964. Er wurde von 1964 bis 1966 Direktor des Conservative Political Centre und schrieb während dieser Zeit das Buch The Conservative Opportunity.

## Politische Karriere
Zwei Jahre später, 1966, gewann er den Parlamentssitz des Wahlkreises Guildford in Surrey für die Conservative Party, er behielt diesen Sitz bis zu den Britischen Unterhauswahlen 1997. In diesem Jahr, am 19. April wurde er als Baron Howell of Guildford, of Penton Mewsey in the County of Hampshire, zum Life Peer erhoben.
Howell war Juniorminister im Kabinett Heath, in den Jahren 1970/1971 Lord Commissioner of Treasury und Parlamentarischer Staatssekretär im Civil Service Department. Er war auch Unterstaatssekretär im Arbeits- und später im Nordirland-Ministerium und im Jahr 1974 im Energieministerium.
Als Margaret Thatcher 1979 gewählt wurde, machte sie Howel zu ihrem Staatssekretär für Energie und versetzte ihn später in das Transportministerium. Zu dieser Zeit schrieb er das 1981 veröffentlichte Buch Freedom and Capital. 1979 wurde er in den Kronrat berufen. 1986 veröffentlichte er sein nächstes BuchBlind Victory: a study in income, wealth and power. 1987 wurde er Vorsitzender des Ausschusses für Auswärtige Angelegenheiten.
Ab der Wahl 2010 bis zur Kabinettsumbildung 2012 war Lord Howell Staatsminister im Außenministerium in David Camerons Regierung unter William Hague als Außenminister.

## Ehrungen
2001 wurde David Howell das Großkreuz des japanischen Orden des Heiligen Schatzes verliehen.